# سياسة التأشيرات في موناكو
لا تمتلك موناكو سياسة تأشيرات خاصة بها، وتُطبَّق سياسة تأشيرات شنغن. وعلى الرغم من أن موناكو ليست جزءًا من الاتحاد الأوروبي أو اتفاقية شنغن، فإن أراضيها تُعَد جزءًا من منطقة شنغن بموجب اتحادها الجمركي مع فرنسا، وذلك نتيجة لـ"اتفاقية حسن الجوار المؤرخة في 18 مايو 1963 بشأن دخول وإقامة وتأسيس الأجانب في موناكو" المبرمة بين فرنسا وموناكو. وقد تم تعديل اتفاقية عام 1963 للسماح بإدارة موناكو ضمن منطقة شنغن كما لو كانت جزءًا من فرنسا.
يُحدَّد دخول وإقامة الأجانب في موناكو بموجب الأمر رقم 3.153 الصادر في 19 مارس 1964 بشأن شروط دخول وإقامة الأجانب في الإمارة. تقوم السلطات الفرنسية والموناكية بإجراء الفحوصات في ميناء موناكو البحري ومهبط الطائرات العمودية.

## جوازات السفر الدبلوماسية والخدمية
إن سياسة التأشيرات الخاصة بحاملي جوازات السفر الدبلوماسية والخدمية في منطقة شنغن ليست موحَّدة. تتطابق سياسة موناكو مع سياسة فرنسا فيما يتعلق بحاملي الجوازات الدبلوماسية والخدمية، لكنها تختلف عن باقي دول شنغن.
بالإضافة إلى الدول التي يُعفى جميع مواطنيها من التأشيرة، فإن حاملي جوازات السفر الدبلوماسية أو الخدمية من الجزائر، أنغولا، البحرين، بوليفيا، الرأس الأخضر، جمهورية الدومينيكان، الإكوادور، الغابون، إندونيسيا، الكويت، المغرب، عُمان، قطر، المملكة العربية السعودية، جنوب إفريقيا، تونس، تركيا، الولايات المتحدة (شريطة عدم السفر في مهمة رسمية)، وكذلك حاملو الجوازات الدبلوماسية فقط من أرمينيا، أذربيجان، بليز، بنين (بيومتري فقط)، الصين، الكونغو (بيومتري فقط)، الهند، الأردن، كازاخستان، قرغيزستان، منغوليا، ناميبيا، روسيا، السنغال، تايلاند، وفيتنام، لا يحتاجون أيضًا إلى تأشيرة.

## الإقامة الطويلة
الأجانب الذين يرغبون في الإقامة لمدة تزيد عن 3 أشهر في موناكو يحتاجون إلى تصريح إقامة.

## ختم جواز السفر التذكاري

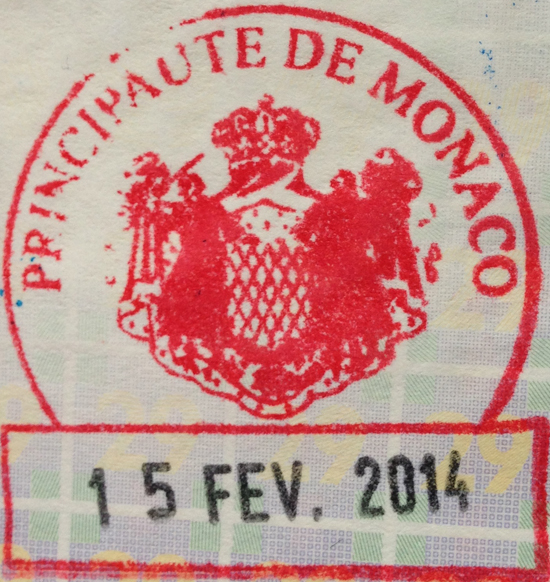
ختم جواز سفر تذكاري

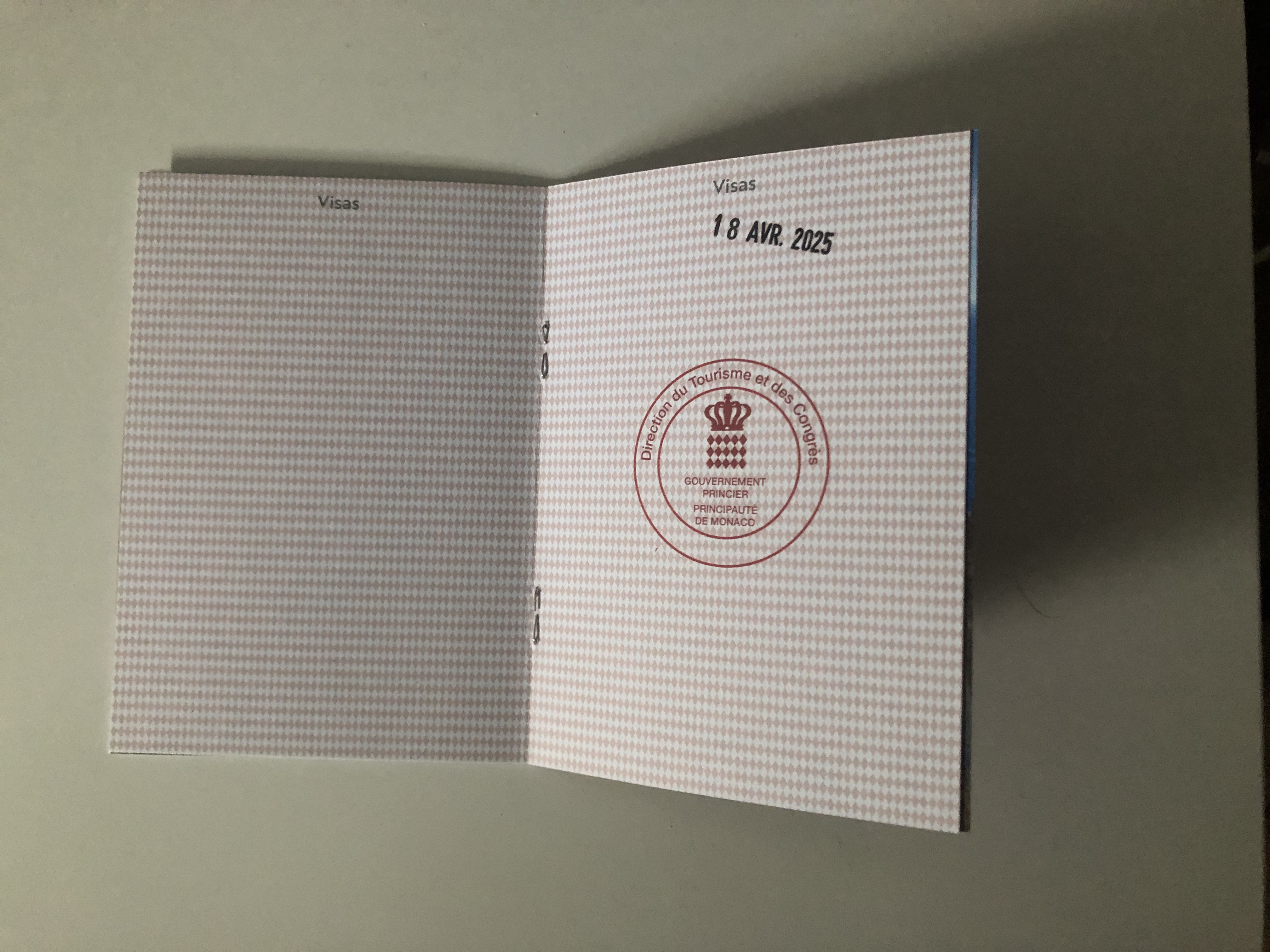
بديل جديد لـ"جواز السفر التذكاري"، يُصدر مجانًا

عند زيارة موناكو، لا توجد مراقبة على الجوازات إلا عند القدوم من دولة خارج منطقة شنغن. وكان بإمكان الزوار سابقًا الحصول على أختام جواز سفر تذكارية في مكتب السياحة الرسمي. لم تعد الجوازات الرسمية تُختم، إذ قد يتسبب ذلك في مشكلات تتعلق بالصلاحية. وبدلاً من ذلك، يتوفر "جواز سفر تذكاري" خاص مجانًا، يمكن وضع هذه الأختام فيه.